# Hé, Oua-Oua
Hé, Oua-Oua (Hey Duggee) est une série télévisée d'animation britannique en 135 épisodes de 7 minutes créée par Grant Orchard (en), produite par le Studio Aka (en) , distribuée par BBC Worldwide, et diffusée du 28 février 2011 au 24 novembre 2015 sur CBeebies, chaîne de la BBC.
En France, elle est intégrée aux programmes de Zouzous, puis Okoo, de France 5. En Suisse, elle est diffusée sur RTS Un dans le bloc de programmation "RTS Kids". Elle reste inédite dans les autres pays francophones.

## Synopsis
Chaque jour, un gros chien appelé Oua-Oua (« Duggee » en version originale) accueille cinq jeunes créatures différentes (nommées collectivement « les P'tits Loups » en français) dans un centre où il leur permet d'acquérir de nouvelles connaissances ou capacités, généralement à partir d'un défi ou d'un problème à résoudre. Il a ainsi à sa charge un rhinocéros (Tag), une pieuvre (Betty), un hippopotame (Rouly), un crocodile (Youpi) et une souris (Nini) qui participent à diverses activités sous sa direction. En voix-off, un personnage invisible aide Oua-Oua (qui ne s'exprime que par des aboiements et des gestes) et s'adresse aux autres personnages, notamment en leur posant des questions sur ce qu'ils font. Après chaque journée, ces personnages obtiennent un badge associé à ce qu'ils ont découvert, ils font un « Oua câlin » tous ensemble avec Oua-Oua et rejoignent leurs parents qui sont venus les chercher, leur montrant le badge obtenu avant de leur faire aussi un câlin.

## Fiche technique
- Titre original : Hey Duggee
- Créateur : Grant Orchard (en)
- Réalisation : Grant Orchard
- Scénario : Grant Orchard, Myles McLeod, Sam Morrison, Danny Stack
- Musique : Oliver M.A. Knowles
- Montage : Anna Kubik
- Production : Janine Voong
- Société de production : Studio Aka
- Société de distribution : BBC Worldwide
- Pays d'origine :  Royaume-Uni
- Langue originale : anglais

## Distribution

### Voix originales
- Alexander Armstrong : narrateur
- Sander Jones : Duggee
- Jasmine Bartholomew : Betty, la pieuvre
- Duke Davis : Happy, le crocodile
- Poppie Boyes : Norrie, la souris
- Leo Templer : Roly, l'hippopotame
- Alfie Sanderson : Tag, le rhinocéros

### Voix françaises
- Jean-Claude Donda : le narrateur
- Simon Desvignes : Youpi, le crocodile
- Bianca Tomassian : Nini, la souris (saison 1)
- Paloma Josso : Nini (saisons 2 et 3)
- Saéna Guignaudeau : Betty, la pieuvre
- Timothé Vom Dorp : Rouly, l'hippopotame (saison 1)
- Axel Truchard : Rouly (saisons 2 et 3)
- Zack Valentin Dattas : Rouly ( saisons 5 )
- Andrea Jacob : Tag, le rhinocéros
- Christine Braconnier
- Marc Saez
- Julien Meunier

## Épisodes

### Première saison (28 Février 2011)
1. Le Badge Dessin (The Drawing Badge)
2. Le Badge Gâteau (The Cake Badge)
3. Le Badge Coiffure (The Hair Badge)
4. Le Badge Vacances d'été (The Summer Holiday Badge)
5. Le Badge Sauvetage (The Rescue Badge)
6. Le Badge Super P'tit Loup (The Super Squirrel Badge)
7. Le Badge Confiture (The Jam Badge)
8. Le Badge Chasse aux trésors (The Treasure Hunt Badge)
9. Le Badge Épouvantail (The Scarecrow Badge)
10. Le Badge Grimace (The Funny Face Badge)
11. Le Badge Petits bonds (The Bouncing Badge)
12. Le Badge Feuille (The Leaf Badge)
13. Le Badge Omelette (The Omelette Badge)
14. Le Badge Jardinage (The Food Growing Badge)
15. Le Badge Piscine gonflable (The Paddling Pool Badge)
16. Le Badge Bateau en papier (The Paper Boat Badge)
17. Le Badge Château (The Castle Badge)
18. Le Badge Montre et raconte (The Show and Tell Badge)
19. Le Badge Cheval à bascule (The Rocking Horse Badge)
20. Le Badge Bon rétablissement (The Get Well Soon Badge)
21. Le Badge Hoquet (The Hiccup Badge)
22. Le Badge Labyrinthe (The Maze Badge)
23. Le Badge Danse de la pluie (The Rain Dance Badge)
24. Le Badge Gland (The Acorn Badge)
25. Le Badge Ballon (The Balloon Badge)
26. Le Badge Noël (The Tinsel Badge)
27. Le Badge Cache-cache (The Hide and Seek Badge)
28. Le Badge Mouton (The Sheep Badge)
29. Le Badge Araignée (The Spider Badge)
30. Le Badge On aime les animaux (The We Love Animals Badge)
31. Le Badge Bonhomme de neige (The Snowman Badge)
32. Le Badge Peinture (The Decorating Badge)
33. Le Badge Rangement (The Tidy Up Badge)
34. Le Badge Cirque (The Circus Badge)
35. Le Badge Œuf (The Egg Badge)
36. Le Badge Bébé chien (The Puppy Badge)
37. Le Badge Boite en carton (The Cardboard Box Badge)
38. Le Badge Chenille (The Caterpillar Badge)
39. Le Badge Château de sable (The Sandcastle Badge)
40. Le Badge Football (The Football Badge)
41. Le Badge Marionnettes (The Puppet Show Badge)
42. Le Badge Observons les oiseaux (The Birdwatching Badge)
43. Le Badge Grande parade (The Big Parade Badge)
44. Le Badge Faire attention (The Be Careful Badge)
45. Le Badge Premiers secours (The First Aid Badge)
46. Le Badge Bulles (The Bubble Badge)
47. Le Badge Sous-marin (The Submarine Badge)
48. Le Badge Enquête (The Detective Badge)
49. Le Badge Couture (The Sewing Badge)
50. Le Badge Surprise (The Surprise Badge)
51. Le Badge Ours en peluche (The Teddy Bear Badge)
52. Le Badge Histoire (The Story Badge)

### Deuxième saison (26 Décembre  2011)
1. Le Badge Instruments de musique (The Making Music Badge)
2. Le Badge Sifflement (The Whistling Badge)
3. Le Badge Formes (The Shape Badge)
4. Le Badge Jus de fruits (The Juice Badge)
5. Le Badge Empreintes (The Footprint Badge)
6. Le Badge Fossile (The Fossil Badge)
7. Le Badge Cabane dans l'arbre (The Treehouse Badge)
8. Le Badge Cerf-volant (The Kite Badge)
9. Le Badge Têtard (The Tadpole Badge)
10. Le Badge Miel (The Honey Badge)
11. Le Badge Poterie (The Pottery Badge)
12. Le Badge Travail d'équipe (The Teamwork Badge)
13. Le Badge Grand bal (The Dancing Bug Badge)
14. Le Badge Train (The Train Badge)
15. Le Badge Pizza (The Pizza Badge)
16. Le Badge Médecine (The Medicine Badge)
17. Le Badge Camping (The Camping Badge)
18. Le Badge Nouveaux amis (The Making Friends Badge)
19. Le Badge Rivière (The River Badge)
20. Le Badge Yoga (The Yoga Badge)
21. Le Badge Collection (The Collecting Badge)
22. Le Badge Ombre (The Shadow Badge)
23. Le Badge Théâtre (The Theatre Badge)
24. Le Badge Mémoire (The Memory Badge)
25. Le Badge Prendre son temps (The Going Slow Badge)
26. Le Badge Course à obstacles (The Obstacle Course Badge)
27. Le Badge Peur (The Spooky Badge)
28. Le Badge Espace (The Space Badge)
29. Le Badge Récolte (The Harvest Badge)
30. Le Badge Couleurs (The Colour Badge)
31. Le Badge Bâton (The Stick Badge)
32. Le Badge Voix (The Voice Badge)
33. Le Badge Ile Déserte (The Island Badge)
34. Le Badge Sommeil (The Sleeping Badge)
35. Le Badge Courage (The Brave Banana Badge)
36. Le Badge Eau (The Water Badge)
37. Le Badge Embouteillage (The Traffic Badge)
38. Le Badge Déguisement (The Dressing Up Badge)
39. Le Badge Bonne entente (The Getting On Badge)
40. Le Badge Mariage (The Wedding Badge)
41. Le Badge Grands-Parents (The Grandparents Badge)
42. Le Badge Organisation (The Organising Badge)
43. Le Badge Prendre Soin (The Looking After Badge)
44. Le Badge Comédie (The Comedy Badge)
45. Le Badge Chanson (The Singing Badge)
46. Le Badge Jouer (The Playing Badge)
47. Le Badge Fête (The Party Badge)
48. Le Badge Guide Touristique (The Tour Guide Badge)
49. Le Badge Naviguer (The Sailing Badge)
50. Le Badge Clé (The Key Badge)
51. Le Badge Mode (The Fashion Badge)
52. Le Badge Lunette (The Glasses Badge)

### Troisième saison (26 février 2014)
1. Le Badge Silence
2. Le Badge Canard
3. Le Badge Brossage de dents
4. Le Badge Camouflage
5. Le Badge À l'intérieur
6. Le Badge Journée de repos
7. Le Badge Correspondant
8. Le Badge Sortie accompagnée
9. Le Badge Arbre
10. Le Badge Fromage
11. Le Badge Radio
12. Le Badge Contraires
13. Le Badge Petit-déjeuner
14. Le Badge Photo de famille
15. Le Badge Futur
16. Le Badge Philosophie
17. Le Badge Partage
18. Le Badge Voyage dans le temps
19. Le Badge Art
20. Le Badge Golf loufoque
21. Le Badge Mystère
22. Le Badge Élection
23. Le Badge Cassette
24. Le Badge Goût
25. Le Badge Biologie
26. Le Badge Flaque d'eau
27. Le Badge Jeu des questions
28. Le Badge Cowboy
29. Le Badge Préféré
30. Le Badge Sculpture végétale
31. Le Badge A Capella
32. Le Badge Super-héros
33. Le Badge Baby-sitter
34. Le Badge Bande dessinée
35. Le Badge Cinq sens
36. Le Badge Diplomatie
37. Le Badge Partenaire
38. Le Badge Pont
39. Le Badge Feuilleton télé
40. Le Badge Créatures Mythologiques
41. Le Badge Compter jusqu'à cent
42. Le Badge Raconter
43. Le badge Lire l'heure
44. Le badge Énigme
45. Le badge Héros
46. Le badge Entraînement
47. Le badge Retrouvailles
48. Le badge Jeu de société
49. Le Badge Direction
50. Le Badge Parfum
51. Le Badge Construction
52. Le Badge Marcher

### Quatrième saison (31 août 2015)
1. Le badge Premier jour de Nini
2. Le badge Déménagement
3. Le badge Premier jour de Rouly
4. Le badge Jeu des différences
5. Le badge Premier jour de Youpi
6. Le badge Bibliothèque
7. Le badge Premier jour de Tag
8. Le badge Chapeau
9. Le badge Premier jour de Betty
10. Le badge Chorégraphie
11. Le badge Animal
12. Le badge Objets trouvés
13. Le badge Montagne
14. Le badge Accessoires
15. Le badge Ambition
16. Le badge Arc-en-ciel
17. Le badge Rêve
18. Le badge Manger
19. Le badge Livraison
20. Le badge Même
21. Le badge Jours de la semaine
22. Le badge Émotions
23. Le badge Chorale
24. Le badge Écouter
25. Le badge Sagesse
26. Le badge Trajets
27. Le badge Ballon
28. Le badge Information
29. Le badge Difficile
30. Le badge Cinéma
31. Le badge Se préparer
32. Le badge Taille
33. Le badge Voeu
34. Le badge Liste
35. Le badge Clip musical
36. Le badge Faire de l'exercice
37. Le badge Il faut, il ne faut pas
38. Le badge Nature
39. Le badge Recette
40. Le badge Imagination

## Distinctions
- Festival d'Annecy 2015 : sélection en compétition dans la section « Films de télévision » pour l'épisode The Rescue Badge[1]
- Sichuan TV Festival 2015 : nomination pour le Panda d'or du meilleur scénario d'animation pour Grant Orchard
- British Academy Children's Awards (en) 2015 : nomination pour la meilleure série d'animation préscolaire
- International Emmy Kids Awards 2016 : nomination pour le meilleur programme préscolaire
- British Academy Children's Awards (en) 2016 : nomination pour la meilleure série d'animation préscolaire